# Theodor Hildebrandt
Theodor Hildebrandt (alemany: Ferdinand Theodor Hildebrandt)  (Szczecin, 2 de juliol de 1804 - Düsseldorf, 29 de setembre de 1874) va ser un artista alemany de l'escola de pintura de Düsseldorf especialitzat en temes literaris i històrics. També va ser un destacat entomòleg.

## Biografia
Va ser deixeble del pintor Schadow i, després del nomenament de Schadow a la presidència d'una nova acadèmia a les províncies renanes el 1828, va seguir aquest mestre a Düsseldorf. Hildebrandt va començar pintant quadres il·lustratius de Goethe i Shakespeare; però d'aquesta forma va seguir les tradicions de l'escenari més que les lleis de la naturalesa. Va produir ràpidament «Faust i Mefistòfeles» (1824), «Faust i Margaret» (1825) i «Lear i Cordèlia» (1828). Està associat a l'escola de pintura de Düsseldorf.
Va visitar els Països Baixos amb Schadow el 1829, i va vagar sol el 1830 a Itàlia; però els viatges no van alterar el seu estil, encara que el van portar a conrear alternativament l'eclecticisme i el realisme.
A Düsseldorf, cap al 1830, va produir «Romeu i Julieta», «Tancred i Clorinda» i altres obres que mereixen ser classificades amb pintures anteriors; però durant el mateix període va exposar (1829) «El Lladre» i (1832) el «Capità i el seu fill petit», exemples d'un realisme afecte però amable, que va captivar el públic i va marcar fins a cert punt una època en l'art prussià. La imatge que va fer la fama d'Hildebrandt és l'«Assassinat dels fills del rei Eduard» (1836), del qual l'original, posteriorment copiat amb freqüència, encara pertany a la col·lecció Spiegel a Halberstadt.
Comparativament tard en la vida, Hildebrandt va provar els seus poders com a pintor històric en quadres que representaven Wolsey i Enric VIII, però va tornar a caure en el romàntic a «Otel·lo i Desdèmona». Després de 1847 Hildebrandt es va lliurar a la pintura de retrats, i en aquesta branca va aconseguir una gran pràctica. Hildebrandt també va ser entomòleg especialitzat en coleòpters i membre de la Societat Entomològica de Stettin. Va morir a Düsseldorf el 1874.

## Pintures seleccionades

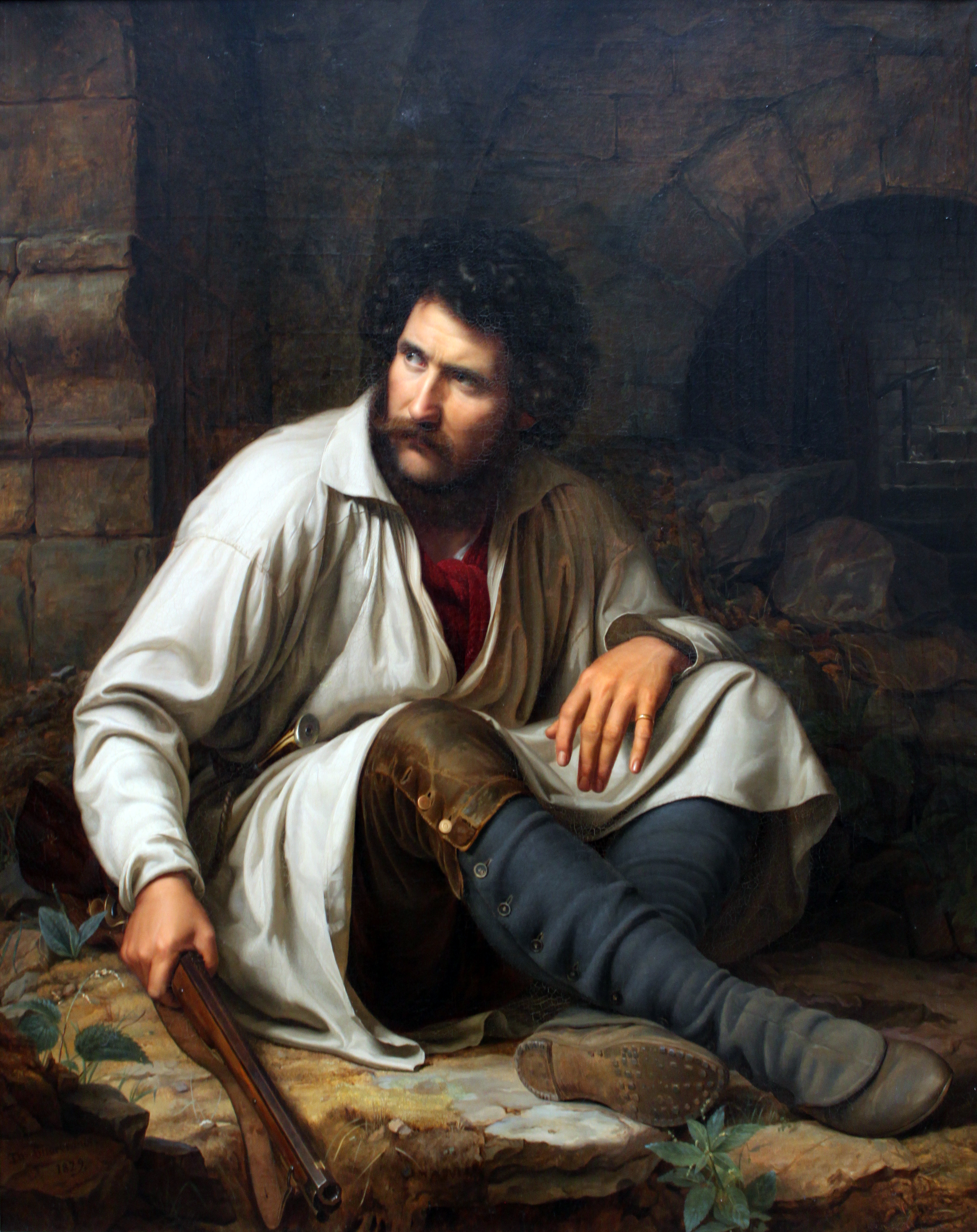
El lladre (1829)
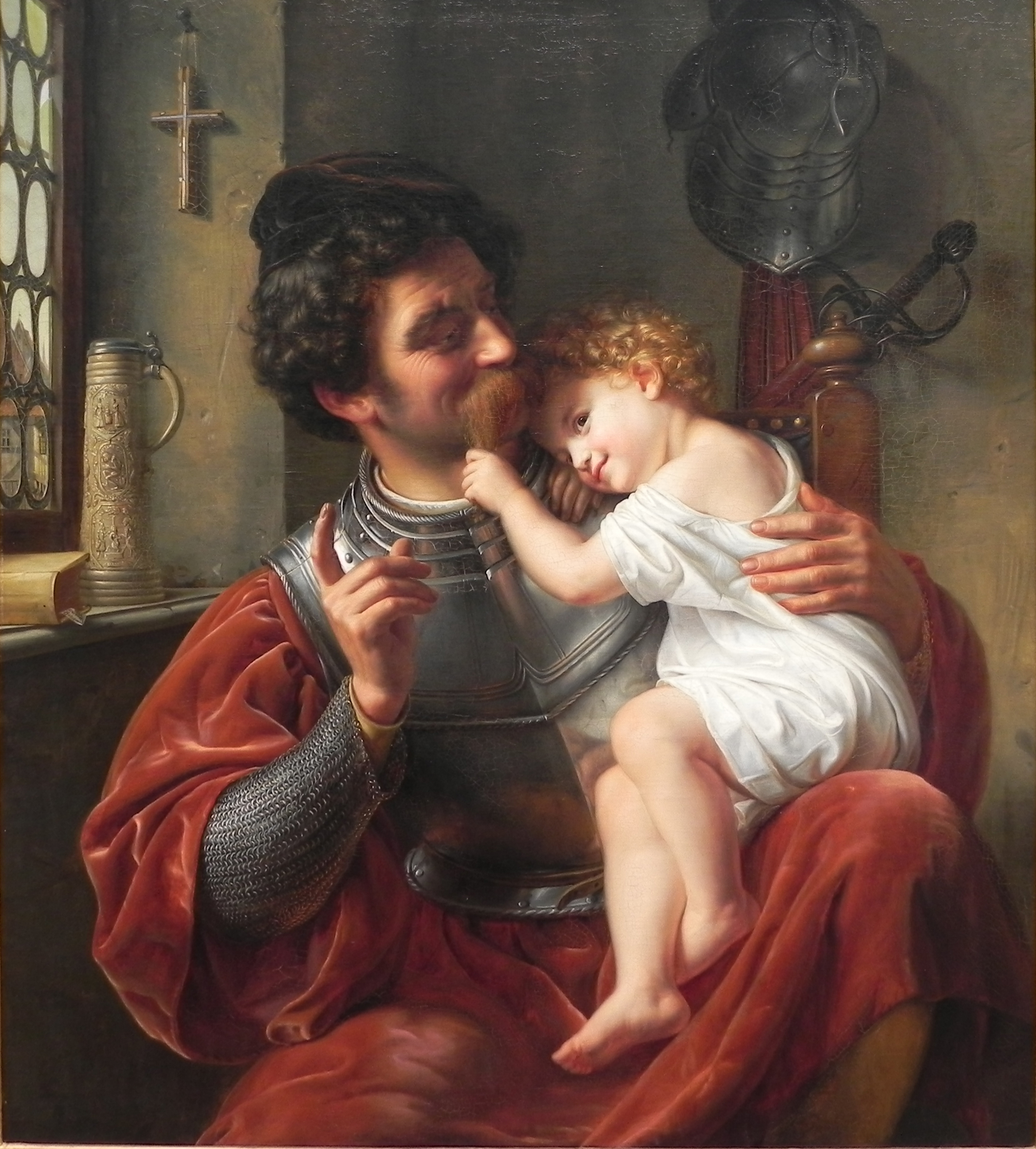
El capità i el seu fill petit (1832)
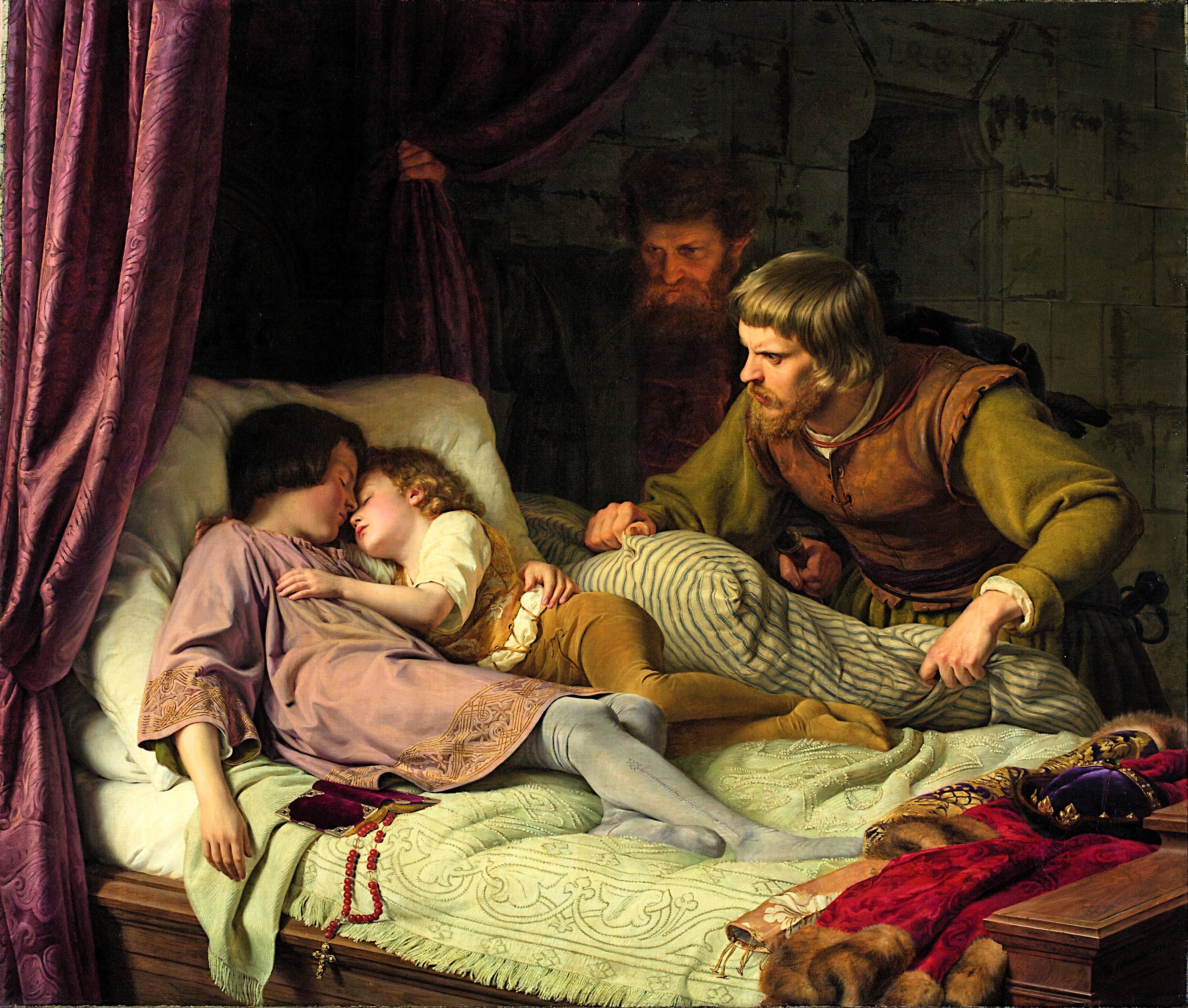
L'assassinat dels fills del El rei Eduard (1835)
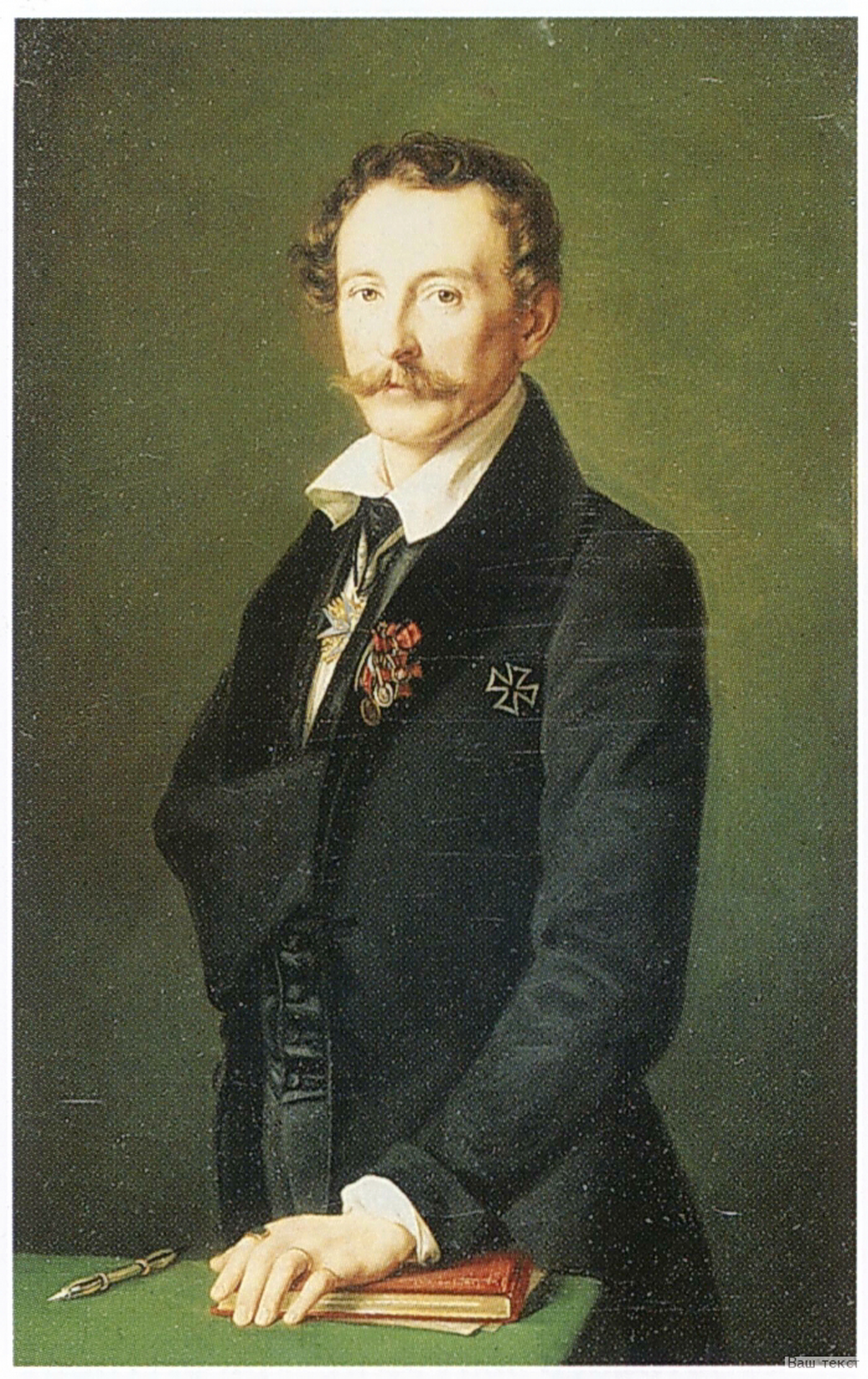
Gerhardt Wilhelm von Reutern (1838)